# Jiří Carolides z Karlsperka
Jiří Carolides z Karlsperka (také Georgius Carolides a Carlsperga nebo Georg von Karlsperk, 11. dubna 1569 Praha – 21. října 1612 Praha) byl význačný humanistický básník, kterého v roce 1596 ocenil císař Rudolf II. titulem „poeta laureatus“. Císař mu rovněž udělil šlechtický titul a to nejen jemu, ale i jeho otci (Karel Mělnický; 1536–1599) a příbuzenstvu. Carolides rovněž působil jako překladatel děl z latiny. Dopisoval si s Westonií, jeho soupeřem byl Jan Campanus Vodňanský.

## Život
Pocházel ze zámožné rodiny, vystudoval pražskou univerzitu a většinu svého dospělého života strávil na pražském Novém Městě, kde působil jako radní písař a kolem roku 1609 se stal veřejným notářem. Byl dvakrát ženatý. První, majetkově výhodný, sňatek uzavřel v roce 1594 se Salomenou Bydžovskou, roz. Žďárskou († 21. 12. 1599). Jejich jediný syn Jiří Karel (* 7. 7. 1595, † 1. 2. 1620) zemřel v jičínském zámku při výbuchu střelného prachu.

## Rodina a přátelé v exilu
- Druhé manželství uzavřel Carolides v roce 1600 s majetnou vdovou Dorotou Maušvicovou, roz. Gregorovou. Ta v době pobělohorské odmítla konvertovat ke katolictví a kolem roku 1628 odešla do Saska. V roce 1637 byla tato exulantka ještě naživu.

- Jiří měl bratra Daniela (též Carl von Carlsberck, Carolus, DKZK, Karel, Karolides; * ? Praha, † po 1631), tiskaře s vlastní knihtiskárnou v Praze. Daniel se řemeslu vyučil v Německu a v letech 1610–12 pracoval jako nájemný tiskař valdštejnské tiskárny v Dobrovici. V Praze byla tiskařská činnost Daniela C. doložena v letech 1612–22. V českém stavovském povstání stál Daniel stál na staně českých stavů, po bitvě na Bílé hoře byl pokutován, poté odmítl přestoupit ke katolické církvi a v roce 1628 rovněž odešel do Saska.[1]
- Přítelem Carolidese byl Jiří Dikast z Mířkova, tomu dedikoval některá svá díla a Jiří Dikast mu to rovněž oplácel ve svých spisech. Jiří Dikast zemřel jako exulant v Žitavě.

## Výběrová bibliografie
- Liber epigrammatum ad ... Kozelium (1595)

- Genethliacon (1595)

- Chlouba podagry (1597) překlad knihy Willibalda Pirckheimera z latiny. Literární žánr: Laudes podagrae

- Conflagratio Giczinae (1597) – o požáru Jičína

- Farrago symbolica (1597) – sbírka citátů na poučné téma
- Viviana dystichis expressa symbola – sbírka citátů
- Parentalia (1601)
- Sophonias propheta (1612) – Prorok Sofoniáš